# Kapucijnenklooster (Tervuren)

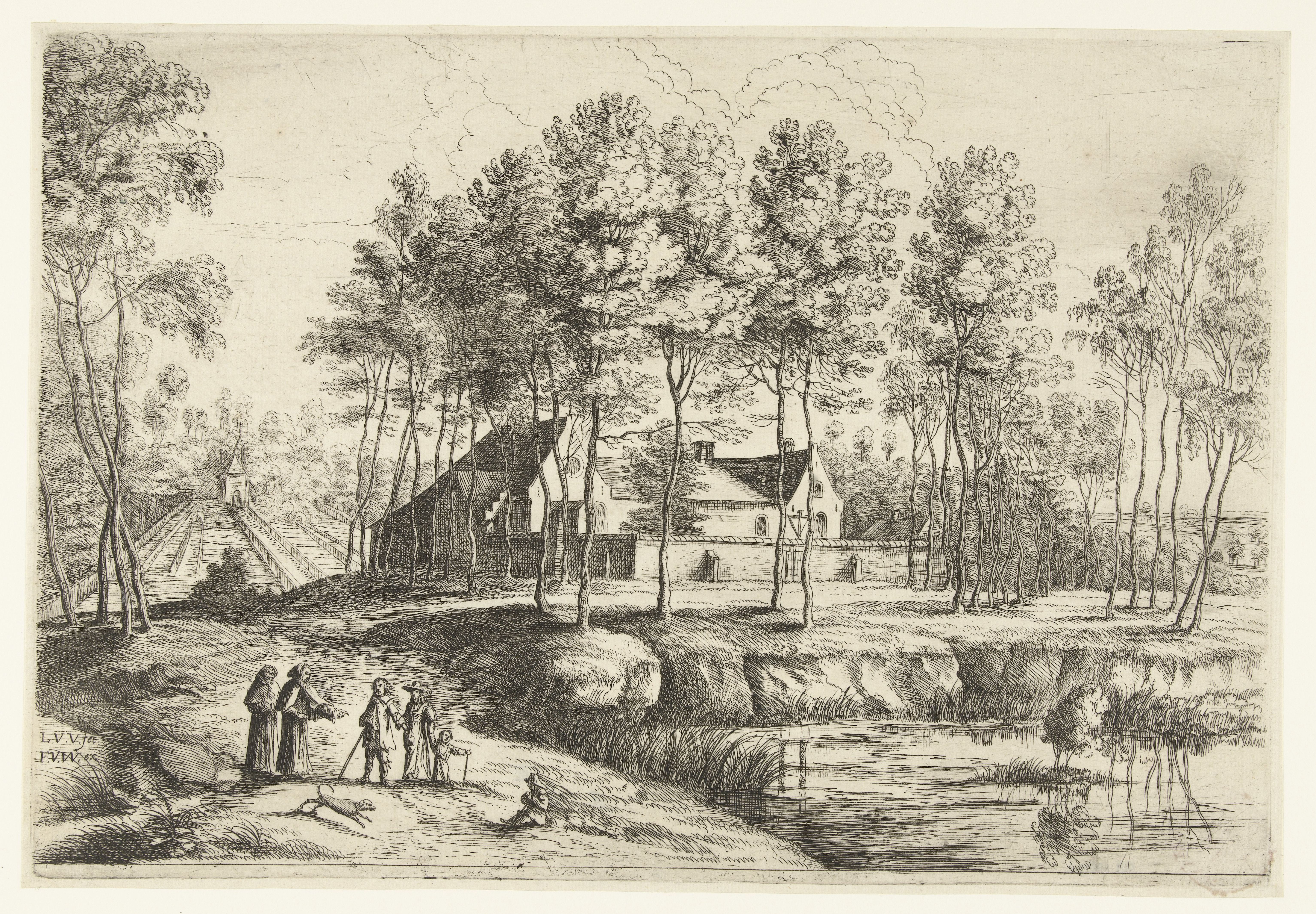
Het klooster op een prent van Lucas van Uden

Het kapucijnenklooster van Tervuren bestond van 1626 tot 1796 in het Zoniënwoud. De gebouwen zijn afgebroken en de ondergrondse resten overgroeid.

## Geschiedenis
De voornaamste architect van het klooster was Anton van Arenberg, die in 1616 was ingetreden bij de kapucijnen onder de kloosternaam Carolus (broeder Karel). De kapucijnen hadden de nieuwe vestiging eerst in Bosvoorde gepland, maar op vraag van landvoogdes Isabella, die hen dicht bij haar jachtkasteel wilde, kozen ze uiteindelijk voor Tervuren. Isabella schonk hun twee bunders grond in Essendelle. Pater Carolus liet er vanaf 25 juni 1626 de kloostergebouwen optrekken. Ten zuidwesten liet hij een tuin aanleggen, waarvan de dreven een achtsprong vormden. Dit patroon is nog herkenbaar als het vierkant omschreven door de Putdreef, de Noorddreef en de Hospitaaldreef. Ook kwamen er grote vijvers. Nog voor de winter waren de kerk en het convent onder dak, en exact een jaar na de aanvang van de werken werd de kerk ingewijd in aanwezigheid van vele hoogwaardigheidsbekleders. Paquot noemde het resultaat een mooi kluizenaarsoord. Broeder Karel werd er de eerste gardiaan.
Op het uiteinde van de tuin stond een klein gebouw waar de landvoogdes Isabella zich jaarlijks afzonderde voor de beoefening van een geestelijke retraite. Ze sliep er zoals de kapucijnen op stro en had slechts een dikke eiken stronk als hoofdkussen. Nog lang na haar dood werd deze bewaard om aan bezoekers te tonen. Onder Isabella werd het terrein uitgebreid tot twintig bunders, maar dit was een bruikleen waarvan het statuut later niet onbetwist was.
Het klooster werd in 1796 opgeheven en de gebouwen verkocht als sloopmateriaal. Na twee jaar was het al grotendeels afgebroken. Op het voormalige kloosterterrein zijn nog keldergewelven te vinden.